# Popeye (videogioco 1982)
Popeye (ポパイ?, Popai) è un videogioco del 1982 basato sui personaggi di Braccio di Ferro. Fu prodotto dalla Nintendo come videogioco arcade per sale giochi e poi portato su molte piattaforme casalinghe, per lo più dalla Parker Brothers.

## Modalità di gioco
Il giocatore controlla Braccio di Ferro, che si muove in una schermata a piattaforme fissa e deve raccogliere degli oggetti lasciati cadere lentamente da Olivia dall'alto dello schermo, prima che raggiungano il mare sottostante. Più in alto vengono raccolti, più punti valgono.
Si aggira anche Bluto, che sconfigge Braccio di Ferro toccandolo, saltando dal piano inferiore o allungando il braccio da quello superiore; quando si trova sul medesimo piano di Braccio di Ferro, può anche gettare una serie di bottiglie contro di lui. Talvolta compare anche la Strega del mare che lancia altre bottiglie e poi svanisce subito.
Braccio di Ferro non può saltare, ma solo usare le scale e buttarsi giù dai bordi delle piattaforme. Può sferrare pugni, che sono inefficaci contro Bluto, ma possono infrangere al volo le bottiglie in arrivo e compiere altre azioni speciali. In ogni livello vi è un barattolo di spinaci: se Braccio di Ferro lo raccoglie, diventa temporaneamente invincibile e può far volare in acqua Bluto. Bluto però riesce a tornare in azione poco dopo.
Vi sono tre livelli di gioco che si ripetono a rotazione:
1. Una specie di sotterraneo. Olivia lascia cadere dei cuoricini. Oltre agli spinaci, c'è a disposizione un barile che se fatto cadere in testa a Bluto lo rende inoffensivo per poco tempo.
2. L'esterno di un palazzo di notte. Olivia, suonando una lira, lascia cadere note musicali. Compaiono anche Pisellino e Poldo, ma sono solo decorativi.
3. Un veliero. I personaggi procedono su vari ponti. Olivia, rapita da un avvoltoio e imprigionata nel ponte più alto, lascia cadere le lettere della parola HELP. L'avvoltoio, presente come avversario, si sconfigge con un pugno ma ritorna poco dopo.

Dopo la prima rotazione, nel primo e nel secondo livello la Strega del mare lancia dei teschi rimbalzanti.
Nella versione originale per sala giochi non è possibile continuare una partita finita aggiungendo monete.

## Aspetti tecnici

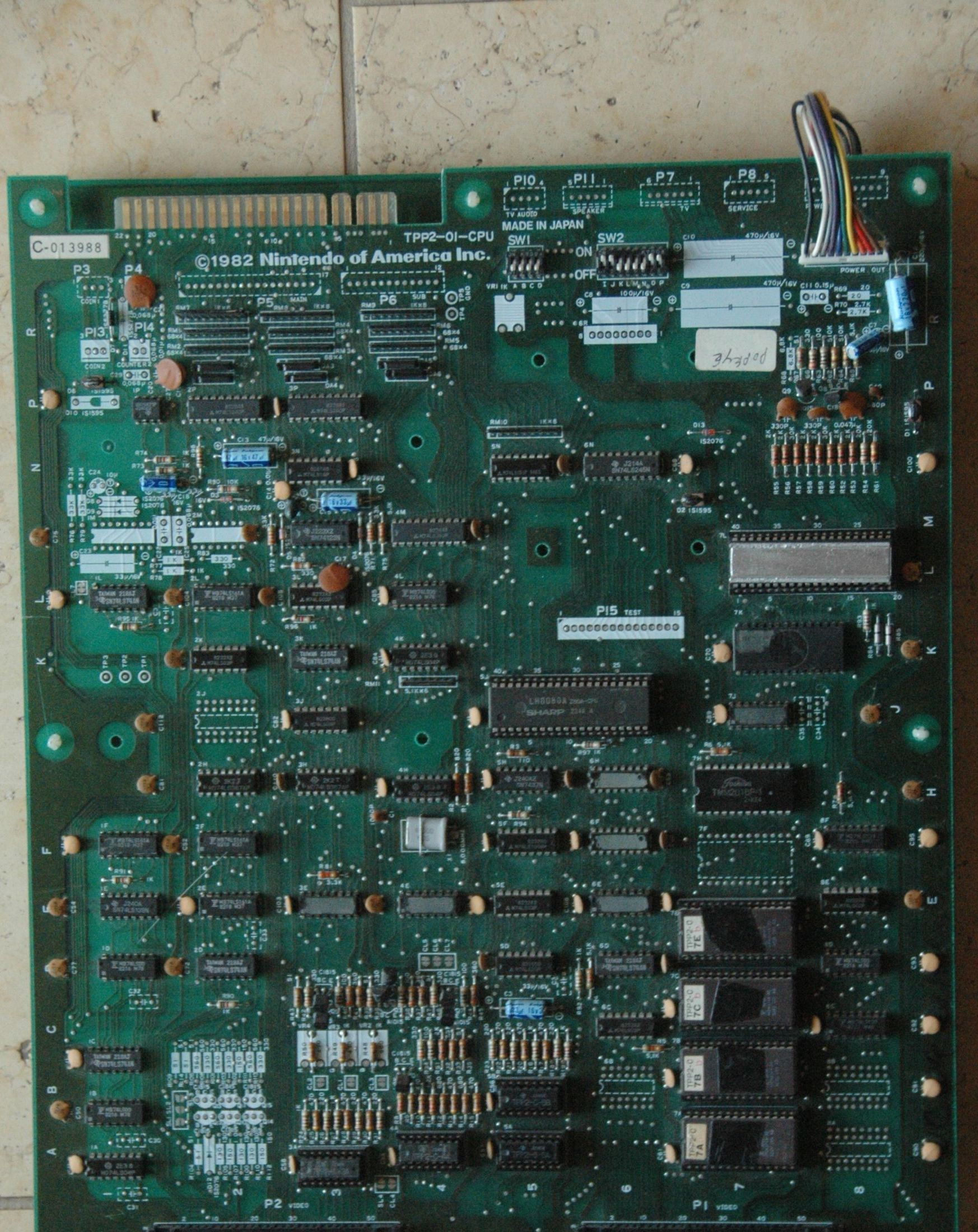
La prima delle due schede

Riguardo alla macchina arcade originale di Popeye si può dire che tecnicamente il gioco era molto simile a Donkey Kong, Donkey Kong Junior e Mario Bros..
Con questi titoli condivideva, infatti, il set di schede logiche (molto simili tra di loro) e lo stesso cabinato. Quello verticale era infatti il cabinato standard di Nintendo, ma erano disponibili anche versioni cocktail.